# 辉埠站
辉埠站位于浙江省衢州市常山县辉埠镇辉埠工业园区，是衢九铁路（原衢常铁路）的一个车站。车站由上海铁路局金华车务段管辖，办理列车通过停靠作业，不办理客运业务；辉埠站设有一个中型货场，为常山地区货物发到服务。车站办理整车发到业务，主要办理煤炭、钢材类、化工类、建材、化肥等货品。

## 历史
辉埠站最初为部省合资铁路衢常铁路的终点站。光宇集团2003年在常山设立水泥厂后，发觉由于厂址交通不便，生产的水泥难以运输。因此集团向常山县政府提出修建一条连接工厂和衢州站的专用线，但由于当地政府融资困难，铁路最终为“部省合资”的模式：上海铁路局持股35％，而常山县政府与光宇集团常山水泥有限公司各持股32.5％。但随后光宇集团又出现财务危机，经过协调后线路的股权划分最终变为上海铁路局42.56%、常山县国有资产经营有限责任公司31%、民营企业常山水泥有限公司18.88%、浙江省铁路投资集团7.56%。
2007年9月29日，衢常铁路的首发仪式在辉埠站举行。按照规划，车站先期开通货运业务，待将来九景衢铁路的一部分再开通客运业务。2014年车站开始改建工程，车站改造后将继续作为货运车站承担常山地区的货运转运功能。